# 1969年中華民国立法委員増員選挙

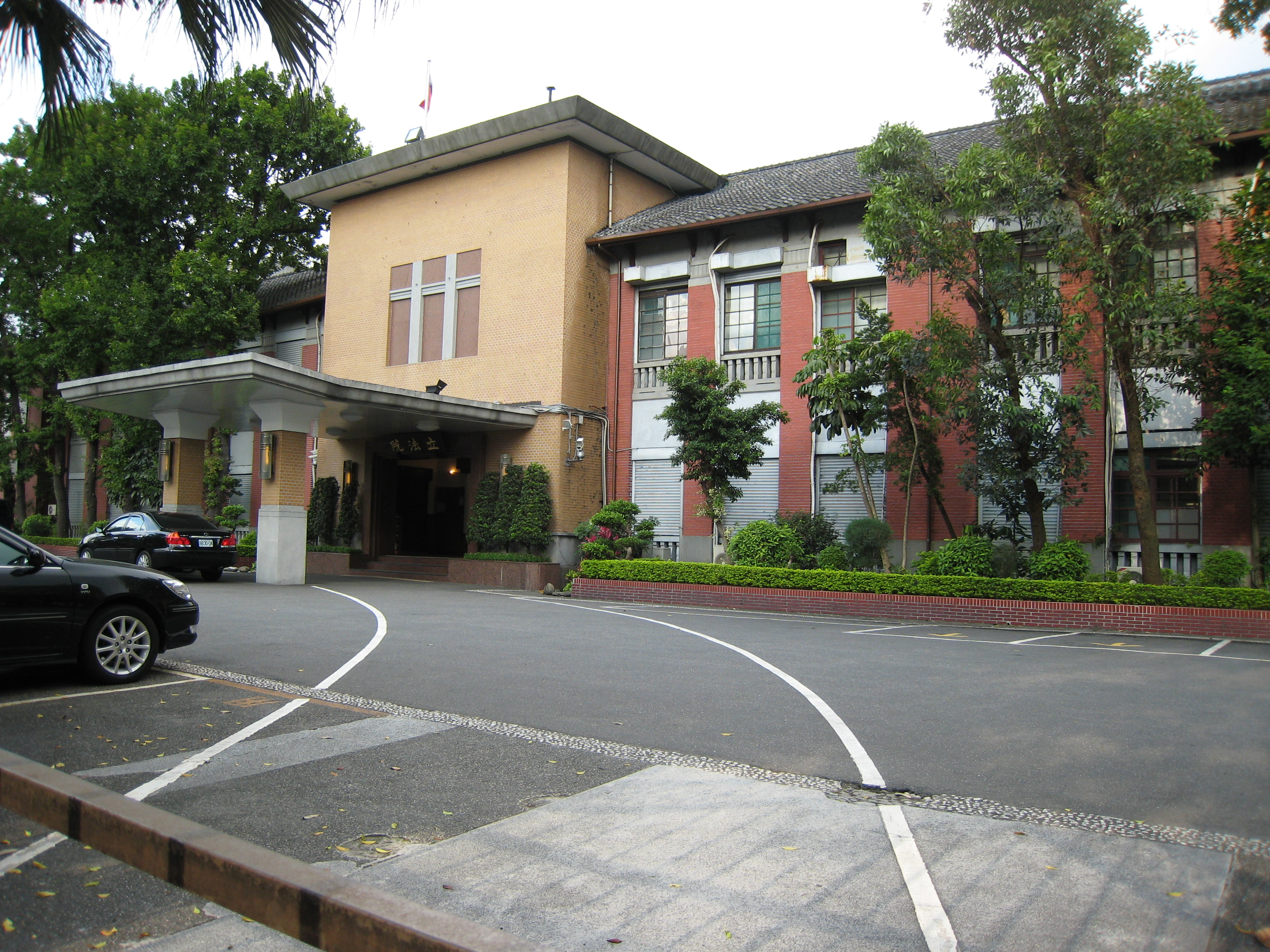
中華民国立法院

1969年中華民国立法委員増員選挙（1969ねんちゅうかみんこくりっぽういいんぞういんせんきょ、繁: 1969年中華民國立法委員選舉）は、1969年（民国58年）12月20日に行われた中華民国（台湾）の立法府である立法院を構成する立法委員を選出する選挙である。
中華民国政府が台湾に移転する前の、1948年に実施された第1回立法委員選挙の後、中国共産党政権（中華人民共和国）の誕生で大陸地区における立法委員の改選が事実上不可能となり、そのまま議員職に留まり続けている資深（古参）議員を除く、増額委員11名（台湾地区で改選）が選出された。
国民大会代表増員選挙も同日に行われた。

## 概要
蔣介石率いる中華民国政府は、国共内戦敗北による1949年の台湾移転後も「領土全体から選出された代表者」という正当性を堅持するため、改選は凍結され万年国会が形成されていた。しかし、20年経過しても大陸奪還の目途は立たず、20年前に選出された立法委員は、高齢化による任務遂行の難航や辞職・死去による欠員が目立つようになっていた。
1969年3月27日、「動員戡乱時期における自由地区での中央公職人員増員選挙・補欠選挙法」が制定された。大陸地区を含んだ法定領土全体から選出された代表者という「法的正当性」を保ちながら、「民主主義」「立憲主義」の体裁を回復させるため、実行支配下にある台湾地区に限り、「台湾省の人口増加」という名目で立法委員の限定的な増員選挙を実施することが決定された。

選挙区

1948年立法委員選挙では、各省・直轄市にまず5議席を割り当て、300万人から100万人上回るごとに1議席を加算するとされた。当時の台湾省の人口は約600万人であったため、台湾省選挙区には8議席が割り当てられた。
台湾省選挙区選出の立法委員8名のうち、1969年までに3名が辞職・死去により欠員であった。また、1969年の台湾省の人口は約1400万人で、16議席が割り当てられることになるため、今選挙では、欠員3名と人口増加分8名を合わせた11名が選出されることとなった。
1967年に直轄市に昇格し台湾省から離脱していた台北市には定数4議席の台北市選挙区が設置され、それ以外の範囲で定数3議席の第一選挙区（北部）、定数4議席の第二選挙区（南部）がそれぞれ設置された。
選出された11人は、1948年選挙で選出された立法委員と同じく、改選の凍結が終了するまで無期限に務める。

## 選挙データ

### 投票日
- 1969年（民国58年）12月20日

### 改選数
- 11

- 区域

- 台北市

台北市選挙区：4名
- 台湾省

第一選挙区：3名（北部）
第二選挙区：4名（南部）

### 選挙制度
- 有権者：20歳以上の中華民国国籍保有者

- 有権者数：6,694,978人

- 選挙制度：複数選区単記不可譲渡投票制（単記非移譲式投票）

- 大選挙区制

## 選挙結果
- 投票日：1969年12月20日
- 投票率：55.00％

| 政党       | 得票数    | 得票率    | 当選者    |
| ---------- | --------- | --------- | --------- |
| 中国国民党 | 2,675,910 | 76.00%    | 8         |
| 中国青年党 | 111,187   | 3.16%     | 0         |
| 無所属     | 733,685   | 20.84%    | 3         |
| 合計       | 3,520,782 | 100.0%    | 11        |
|            |           |           |           |
| 有権者数   | 6,694,978 | 6,694,978 | 6,694,978 |
| 投票者数   | 3,682,357 | 3,682,357 | 3,682,357 |
| 有効票数   | 3,520,782 | 3,520,782 | 3,520,782 |
| 無効票数   | 161,575   | 161,575   | 161,575   |
| 投票率     | 55.00%    | 55.00%    | 55.00%    |

### 当選者
中国国民党   無所属 
| 台北市 | 全市 | 謝国城 | 洪炎秋 | 張燦堂   | 黄信介 |
| 台湾省 | 1区  | 劉金約 | 劉闊才 | 李儒聡   |        |
| 台湾省 | 2区  | 呉基福 | 黄宗焜 | 梁許春菊 | 郭国基 |